# Trouvans
Trouvans är en kommun i departementet Doubs i regionen Bourgogne-Franche-Comté i östra Frankrike. Kommunen ligger i kantonen Rougemont som tillhör arrondissementet Besançon. År 2022 hade Trouvans 103 invånare.

## Befolkningsutveckling
Antalet invånare i kommunen Trouvans
Referens:INSEE